# L'Âne Culotte (série télévisée)
Pour le roman, voir L'Âne Culotte.
L'Âne Culotte est un feuilleton télévisé français, en 26 épisodes de 13 minutes, créé par Edgar de Bresson, Daniel Goldenberg et Jacques Rispal d'après le roman éponyme d'Henri Bosco et diffusé à partir du 27 novembre 1967 sur la première chaîne de l'ORTF.
La série a été diffusée en Suisse à partir du 18 janvier 1967 sur la TSR, et au Québec à partir du 29 mai 1967 à la Télévision de Radio-Canada.

## Synopsis
Ce feuilleton raconte les mésaventures d'un âne et de deux enfants en Provence.

## Distribution
- Delphine Desyeux : Hyacinthe
- Patrick Boitot : Constantin
- Henri Nassiet : Cyprien
- Mireille Perrey : Saturnine
- Paul Amiot : Saturnin
- Marie-Hélène Dasté : La peguinotte
- Louis Arbessier : Abbé Chichambre
- Lucie Arnold
- Georges Blaness
- Jean-Marie Bon
- Lionel Dolez
- Patrick lancelot
- Robert Lombard
- Charles Moulin
- Gaëtan Noël
- Rosette Zucchetti